# Železniška postaja Zagreb
Železniška postaja Zagreb (hrvaško: Zagreb Glavni kolodvor) je glavna železniška postaja v Zagrebu. Nahaja se 1 km južno od glavnega mestnega trga in je največja postaja na Hrvaškem ter glavno vozlišče mreže hrvaških železnic.